# Brod na Kolpi
Brod na Kolpi (hrvaško Brod na Kupi) je naselje na Hrvaškem, ki upravno spada pod mesto Delnice v Primorsko-goranski županiji.

## Lega
Brod na Kolpi, naselje v Gorskem kotarju okoli 12 km severno od Delnic, leži v dolini reke Kolpe ob meji s Slovenijo. Na nasprotnem bregu Kolpe stoji vas Petrina, s katero je kraj povezan preko cestnega mostu oz. nekdanjega mednarodnega mejnega prehoda. Skozi Brod na Kolpi poteka prometna povezava Ljubljana–Kočevje–Delnice, ki omogoča dobro povezavo Slovenije s Hrvaškim primorjem.

## Zgodovina
V naselju stojita baročna župnijska cerkev sv. Marije Magdalene, postavljena leta 1670, obnovljena v 18. stoletju in močno poškodovana v 2. svetovni vojni, ter dvorec plemiške družine Zrinski. V starih listinah se Delnice prvič omenjajo leta 1481 kot posest Frankopanov, leta 1577 pridejo v posest družine Zrinski, ki tu postavijo utrjen dvorec. V času turških vpadov  je bil dvorec zelo poškodovan. Po zlomu zrinsko-frankopanske zarote leta 1661 — Peter IV. Zrinski se je skupaj s svakom Krstom II. Frankopanom zapletel v neuspelo zaroto proti dunajskemu dvoru, oba so nato leta 1671 usmrtili — posest Zrinskih pa je pripadla ogrski, kasneje pa avstrijski kroni.

## Demografija
|  | 172  | 187  | 197  | 174  | 189  | 266  | 196  | 166  | 125  | 171  | 179  | 161  | 150  | 176  | 248  | 207  | 156  |
|  | 1857 | 1869 | 1880 | 1890 | 1900 | 1910 | 1921 | 1931 | 1948 | 1953 | 1961 | 1971 | 1981 | 1991 | 2001 | 2011 | 2021 |